# منتخب ليتوانيا لكأس ديفيز
منتخب ليتوانيا لكأس ديفيز (بالليتوانية: Lietuvos Davis Cup rinktinė)‏ هو ممثل ليتوانيا الرسمي في كرة المضرب في كأس ديفيز. تأسس في 1994.